# György Bakos
Dans le nom hongrois Bakos György, le nom de famille précède le prénom, mais cet article utilise l’ordre habituel en français György Bakos, où le prénom précède le nom.
Pour les articles homonymes, voir Bakos.
György Bakos  (né le 6 juillet 1960 à Zalaegerszeg) est un athlète hongrois, spécialiste du 110 mètres haies.

## Biographie
Il se classe sixième du 110 m haies lors des Championnats du monde inauguraux de 1983, à Helsinki, dans le temps de 13 s 68. L'année suivante, il s'adjuge la médaille d'argent du 60 m haies des Championnats d'Europe en salle de Göteborg, devancé par le Polonais Romuald Giegiel. Absent des Jeux olympiques d'été de 1984 en raison du boycott de la Hongrie, il s'impose en 13 s 52  lors des Jeux de l'Amitié, à Moscou.
En début de saison 1985, György Bakos remporte le titre du 60 m haies des Championnats d'Europe en salle d'Athènes en établissant la meilleure performance chronométrique de sa carrière en 7 s 60. Il devance le Tchécoslovaque Jiří Hudec et le Soviétique Vyacheslav Ustinov.

### Palmarès
| Date | Compétition                    | Lieu     | Résultat | Épreuve     |
| ---- | ------------------------------ | -------- | -------- | ----------- |
| 1983 | Championnats du monde          | Helsinki | 6e       | 110 m haies |
| 1984 | Championnats d'Europe en salle | Göteborg | 2e       | 60 m haies  |
| 1984 | Friendship Games               | Moscou   | 1er      | 110 m haies |
| 1985 | Championnats d'Europe en salle | Athènes  | 1er      | 60 m haies  |
| 1988 | Jeux olympiques                | Séoul    | 8e       | 4 x 100 m   |

### Records
| Épreuve     | Performance | Lieu     | Date              |
| ----------- | ----------- | -------- | ----------------- |
| 60 m haies  | 7 s 60      | Le Pirée | 3 mars 1985       |
| 110 m haies | 13 s 45     | Tokyo    | 14 septembre 1984 |